# Ganggraf van Stenseby
Het ganggraf van Stenseby (Deens: Stenseby Bønnestenene Jættestue 2 of Jættestuen bønnestenene) ligt in de buurt van Bodilsker op het Deense eiland Bornholm. Het is een megalithisch graf uit de trechterbekercultuur, dat tijdens het neolithicum (3500 tot 2800 v.Chr.) ontstond. Het ganggraf bestaat uit een kamer en een bouwkundig gescheiden laterale gang. Deze vorm komt vooral voor in Denemarken, Duitsland en Scandinavië, en af en toe ook in Frankrijk en Nederland.
Neolithische monumenten zijn een uitdrukking van de cultuur en ideologie van neolithische gemeenschappen. Het bouwen en gebruik ervan gelden als een kenmerk van sociale ontwikkeling.

## Beschrijving
De onderwijzer J.A. Jørgensen uit Ibsker was op het eiland Bornholm zeer actief als amateurarcheoloog. Hij onderzocht en beschreef eind 19e eeuw talrijke archeologische vindplaatsen. In 1882 onderzocht hij het ganggraf van Stenseby. De opgraving van dit megalithisch bouwwerk bracht een keur aan vondsten naar boven. Vlak bij Stenseby onderzocht hij zes maanden eerder al het ganggraf van Bønnesten.
Het ganggraf van Stenseby is nagenoeg symmetrisch gebouwd. Aan beide lange zijden stonden vier draagstenen en aan de korte zijden twee draagstenen (een werd vervangen). De korte gang, waarvan de meeste naar binnen hellende draagstenen bewaard zijn gebleven, begint in het midden van de heuvel.
 

## Vondsten
Jørgensen beschreef de ganggraven van Stenseby en Bønnesten samen in een uitvoerig opgravingsverslag. In zijn verslag meldt hij dat hij in de gang van Stenseby verschillende kralen van barnsteen vond, alsmede vuursteen, scherven en aardewerken lepels. In deze gang vond hij geen botten, maar in een hoek van de grafkamer trof hij wel verbrande botten aan. Ook vond hij in de onderste lagen van de grafkamer honderden kralen, waarvan de meeste braken bij aanraking. Hij ontdekte bovendien gereedschap van vuursteen, waarvan de grootste vijf centimeter lang waren, en pijlpunten van vuursteen. Daarnaast werd in de kamer, vlak bij de ingang, een bijl van zandsteen gevonden.